# Linia kolejowa Bordeaux – Irun
Linia kolejowa Bordeaux – Irun – francuska linia kolejowa łącząca miasto Bordeaux z Irun w  Hiszpanii. Linia była budowana w latach 1841-1864.
W krajowym wykazie linii posiada numer 655 000.